# Journal d’un bourgeois de Paris
Das Journal d’un bourgeois de Paris (Tagebuch eines Bürgers von Paris) ist eine anonyme Chronik, die in französischer Sprache das Leben in Paris in den Jahren 1405 bis 1449 beschreibt. Es handelt sich um eine der wichtigen Quellen für die erste Hälfte des 15. Jahrhunderts und damit für die zweite Hälfte des Hundertjährigen Kriegs.

## Inhalt
Der Text, dessen Titel aus dem 19. Jahrhundert stammt, beschreibt die Regierung der Könige Karl VI. (1380–1422) und Karl VII. (1422–1461), vor allem Paris betreffende politische und kirchliche Ereignisse, behandelt aber auch die wirtschaftlichen Folgen des Kriegs gegen die englische Besetzung Nordfrankreichs, Nahrungsmittelpreise, das Wetter, Missernten etc.
Die Chronik beginnt unvermittelt im Jahr 1405, im September, wie sich aus dem Kontext ergibt: „… Und ungefähr zehn oder zwölf Tage später wurden die Schlösser und Schlüssel der Tore von Paris ausgewechselt, …“, so dass der Eindruck entsteht, dass nicht der ganze Text überliefert wurde. Die Jahre 1406 und 1407 fehlen ganz, 1408 fängt im September wieder mitten im Satz an. Auch danach ist die Chronik oft nicht aktuell, da mehrere Monate zurückliegende Ereignisse notiert wurden, was ihrem Informationsgehalt aber nicht schadet. Es wird weitgehend kommentarlos berichtet und auf ritterliche oder religiöse Verzierungen verzichtet. Manchmal wagt der Autor Kritik an den Zuständen und den dafür Verantwortlichen („Item, der König verließ Paris am 3. Tag des Dezember im Jahr 1437, ohne bis dahin irgend etwas Gutes für die Stadt Paris getan zu haben, …“) oder im Oktober 1441, als er berichtet, wie der Herzog von Orléans kommt, „um einen Schnabel voll von der armen Stadt Paris zu nehmen, und dann kehrte er am 20. Tag des besagten Monats in sein Land zurück, ohne irgend etwas Gutes zu tun, weder für den Frieden, noch sonst irgend etwas“.
Die Chronik bricht mit dem 28. Oktober 1449 ab, dem Festtag der Apostel Simon und Judas und der großen und berichtenswerten Prozession, ohne dass ein Ende erkennbar wäre oder ein Grund dafür formuliert würde.

## Die verschiedenen Ausgaben
Die älteste Version des Journals ist eine Kopie aus der zweiten Hälfte des 15. Jahrhunderts; sie befindet sich in den Sammlungen des Vatikans. In Oxford wird eine weitere Kopie aus dem 15. Jahrhundert aufbewahrt, die jedoch um alle Passagen bereinigt wurde, die sich kritisch mit den Engländern auseinandersetzen. Vier weitere Kopien sind bekannt, die vom Ende des 16. Jahrhunderts stammen. Diese Kopien basieren auf dem Exemplar des Vatikans, enthalten aber ergänzende Präzisierungen. Dies trifft auch auf das Exemplar aus Aix und die Kopie der Bibliothèque nationale de France zu.
Die ersten Ausgaben, darunter die von Étienne Pasquier aus dem Jahr 1596, sind unvollständig. Eine erste Gesamtausgabe wurde 1729 unter dem Titel Mémoires pour servir à l’histoire de France et de Bourgogne gedruckt.

## Der Autor
Obwohl der Autor an keiner Stelle Informationen über sich selbst preisgibt, ist gesichert, dass er zum Klerus gehörte. Historiker des 19. Jahrhunderts vermuteten Jean Beaurigout als Schöpfer des Werkes, den Pfarrer der Gemeinde Saint-Nicolas-des-Champs im späteren 3. Arrondissement. Alexandre Tuetey, der 1881 eine Ausgabe publizierte, wies das Journal Jean Chuffart zu, einem Kanoniker an der Kathedrale Notre-Dame de Paris, von dem bekannt ist, dass er – ähnlich wie der Autor – die Position der Engländer und Burgunder vertrat, bevor er auf die Seite Karls VII. wechselte, nachdem dieser nach Paris zurückgekehrt war.

## Moderne Ausgaben
- Colette Beaune: Le Journal d’un bourgeois de Paris. 1989
- Ausgabe von 1881 online bei Gallica
- Leben in Paris im Hundertjährigen Krieg. Ein Tagebuch. 1992, übersetzt von Henriette Beese